# Tetragnatha major
Tetragnatha major är en spindelart som beskrevs av Holmberg 1876. Tetragnatha major ingår i släktet sträckkäkspindlar, och familjen käkspindlar. Inga underarter finns listade i Catalogue of Life.